# 聚奎镇
聚奎镇，是中华人民共和国重庆市梁平区下辖的一个乡镇级行政单位。

## 行政区划
聚奎镇下辖以下地区：
聚奎街道社区、聚奎村、海峰村、安寿村、高碑村、爱和村、席帽村、桥铺村、石牛村、长岭村、顺安村、青龙村和大来村。